# صلح تورينو
وقع صلح تورينو يوم 8 أغسطس 1381 منهيًا حرب كيودجا والتي كانت المرحلة الأخيرة من الحرب البندقية الجنوية. لم تنجح أي من الجمهوريتين في كسب اليد العليا، كما فقدت البندقية مؤقتًا بعض المناطق. ولكن في الواقع أضعفت الحرب جنوة جدًا وبرزت البندقية مظفرة في صراعها الطويل مع جنوى على التجارة المتوسطية.